# Джованні Хара
Джованні Хара Гранадос (ісп. Geovanny Jara Granados; нар. 20 липня 1967, Пунтаренас, Коста-Рика) — костариканський футболіст, виступав на позиції захисника. Учасник чемпіонату світу з футболу 1990 року.

## Клубна кар'єра

### «Ередіано»
Футбольну кар'єру розпочав в «Ередіано», за який провів 422 матчі, розділивши клубний рекорд за кількістю проведених матчів разом з Херманом Чаваррією та Марвінлм Обандо. Загалом ж в складі команди зіграв 542 матчі, в тому числі й у національному кубку та міжнародних матчах. Влітку 2004 року після 18 зіграних сезонів покинув клуб після того, як йому запропонували продовжити контракт лише на шість місяців. У 2008 році Хара подав до суду на «Ередіано» за непогашені платежі та проценти.
У листопаді 2004 року залишив «Пунтаренас», а в січні 2005 року приєднався до «Белена», але того ж року перейшов у «Рамоненсе».
У жовтні 2002 року оголошений гравцем чемпіонату Коста-Рики, який найчастіше (23) з 1970 року отримував червону картку.

## Кар'єра в збірній
За національну збірну Коста-Рики Хара дебютував у травні 1990 року кубку Маріборо проти Польщі. Захисник потрапив в заявку «Тікос» на чемпіонату світу в Італію, проте на турнірі залишався в запасі. Згодом Хара разом з національною командою виступав на Кубку Америки 1997 року Колумбії, де вийшов на поле в поєдинку проти Колумбії. У 1999 році поїхав на Кубок націй УНКАФ. У 2002 році захисник після тривалої перерви спробував повернутися в збірну перед азійським чемпіонату світу і навіть зіграв у товариському матчі проти збірної Марокко. Однак головний тренер «Тікос» Алешандре Гімарайнс не взяв захисника на турнір. Всього за збірну Хара провів 11 матчів.
У 1992 році Джованні Хара входив до складу збірної Коста-Рики на чемпіонаті світу з футзалу.

## Сім'я
Старший брат Джованні — Клаудіо Хара також виступав за збірну Коста-Рики. Разом вони були в заявці на чемпіонаті світу 1990 року. Син захисника — Міріам Гранадос — теж став футболістом.

## Досягнення

### Клубні
- Чемпіонат Коста-Рики
  -  Чемпіон (1): 1992/93

### У збірній
- Кубок центральноамериканських націй
  -  Володар (1): 1999